# Auguste Van Dievoet
Ne doit pas être confondu avec Émile van Dievoet.
Pour les autres membres de la famille, voir Famille Van Dievoet.
Pour les articles homonymes, voir Van Dievoet.
Auguste Van Dievoet (Latin : Augustus Divutius, Grec : Αὔγουστος Διοποδίδης), né à Bruxelles le 13 floréal an XI (3 mai 1803), et mort en sa ville natale le 31 octobre 1865, est un historien du droit, jurisconsulte, avocat à la Cour de Cassation et magistrat belge.

## Biographie
Jean Auguste Van Dievoet nait à Bruxelles au sein d'une vieille famille notable issue des anciens lignages de cette cité. Son père Jean-Louis Van Dievoet (1777-1854) était secrétaire du Parquet de la Cour de cassation. Sa mère Jeanne Wittouck était la fille du jurisconsulte et haut magistrat Guillaume Wittouck.
Auguste Van Dievoet était le frère d'Eugène Van Dievoet (1804-1858), juge suppléant puis juge au Tribunal de commerce de Bruxelles, époux de Hortense Poelaert (1815-1900), sœur du célèbre architecte Joseph Poelaert.
Il est le cousin de Nicolas Félix Van Dievoet dit Vandive, écuyer, avocat au Parlement de Paris, greffier de l'audience du conseil du roi au Grand Conseil, conseiller, notaire, secrétaire Maison et Couronne de France.
Jean Auguste Van Dievoet, après des humanités au Lycée Impérial de Bruxelles où il remporta le deuxième prix de vers latins en 1813, fit son droit  à l'Université d'État de Louvain où il fut reçu docteur en droit le 24 mars 1827.
Il prête serment d’avocat le 7 avril 1827, membre du conseil de l’ordre des avocats de 1838 à 1848.
Il était également juge suppléant au tribunal de première instance de Bruxelles.
Il s'installa en 1842 au n° 24 de la rue Neuve, ayant acquis cette maison des époux Hausmann-Hirsch. Mais en 1847 Auguste Van Dievoet revendit ce bien à la veuve van Haelen de Gheest qui le céda à son tour en 1861 à la société Rothschild Frères.
Le 9 août 1848, après avoir été durant vingt et un ans avocat à la Cour d'Appel, Auguste Van Dievoet fut nommé par arrêté royal du 3 août 1848 avocat à la Cour de Cassation. Après dix ans passés à la Cour de cassation et une carrière de trente et un ans de barreau, ressentant déjà les premières atteintes de la maladie qui allait l'emporter cinq ans plus tard, il délaissa cette fonction le 19 janvier 1859 en faveur d'Auguste Beernaert, futur prix Nobel de la Paix, qui lui succéda par arrêté royal du 18 avril 1859. Il choisit alors le poste plus tranquille de greffier en chef du tribunal de Commerce de Bruxelles, fonction alors réservée au seul juriste de ce tribunal, et qu'il exerça jusqu'à son décès survenu dans l'exercice de ses fonctions le 31 octobre 1865 à l'âge de 62 ans.
Auguste Van Dievoet était membre du Conseil de Discipline des avocats près la Cour de cassation.
Auguste Van Dievoet figure avec ses confrères Auguste Orts et Hubert Dolez parmi les plus éminents avocats de son temps. Hubert Dolez domine le barreau de Cassation aussi avec Pierre Sanfourche-Laporte.
Il fut également membre du conseil supérieur de l'École centrale du commerce et de l'industrie et de la "Société pour la propagation des bons livres".
Il est membre fondateur en 1834 de la nouvelle Société des douze.

## Œuvre historique et juridique
Jean Auguste Van Dievoet est surtout connu comme étant un des premiers historiens du droit de la Belgique indépendante.
Il fut disciple de Raepsaet, de Jean-François-Michel Birnbaum, son professeur à l'Université d'État de Louvain, et de l'illustre Savigny.
Il avait consacré sa thèse latine auprès de l'Université d'État de Louvain en 1827, à l'origine des coutumes belges (Dissertatio inauguralis juridica de origine diversarum consuetudinum localium regni nostri). Ce travail eut un grand succès et fut souvent cité avec honneur. Mais c'est au barreau qu'il consacra ensuite toute son énergie et il ne développa plus ses recherches d'historien, comme le déplore en 1843 Adolphe Roussel dans son Encyclopédie du droit: " Van Dievoet, dans une thèse remarquable publiée à Louvain en 1827, a essayé de rechercher l’origine des coutumes belges. Il est à regretter qu’il n’ait point repris un travail qui annonçait des vues ingénieuses et nouvelles. " (p. 21)
En 1848 toutefois, il en donna une version française à la maison d'édition Briard: De l'origine des diverses coutumes locales du royaume de Belgique.
Cette étude fut encore publiée également sous forme de fascicules dans La Belgique Judiciaire, tome VI.
Ses recherches sont souvent citées à l'étranger dans des travaux érudits.
Il figure dans la liste des fondateurs de l'Université libre de Bruxelles.

## La création de la bibliothèque du barreau

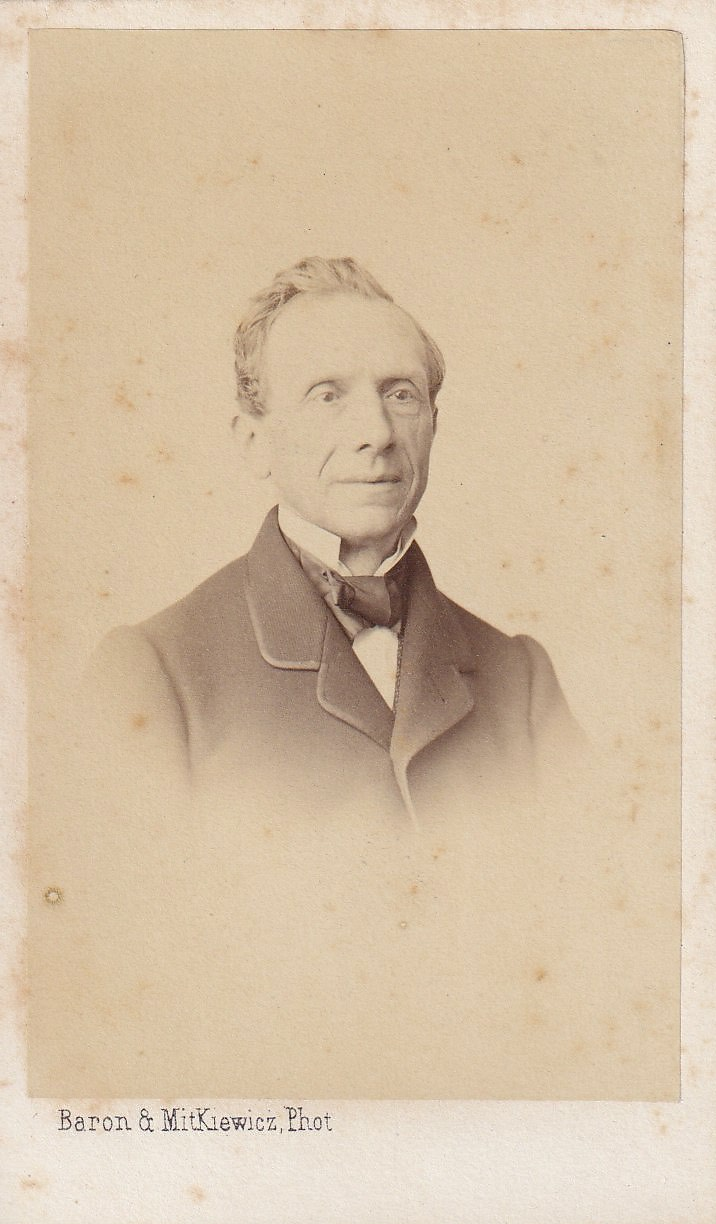
Auguste Van Dievoet, âgé.

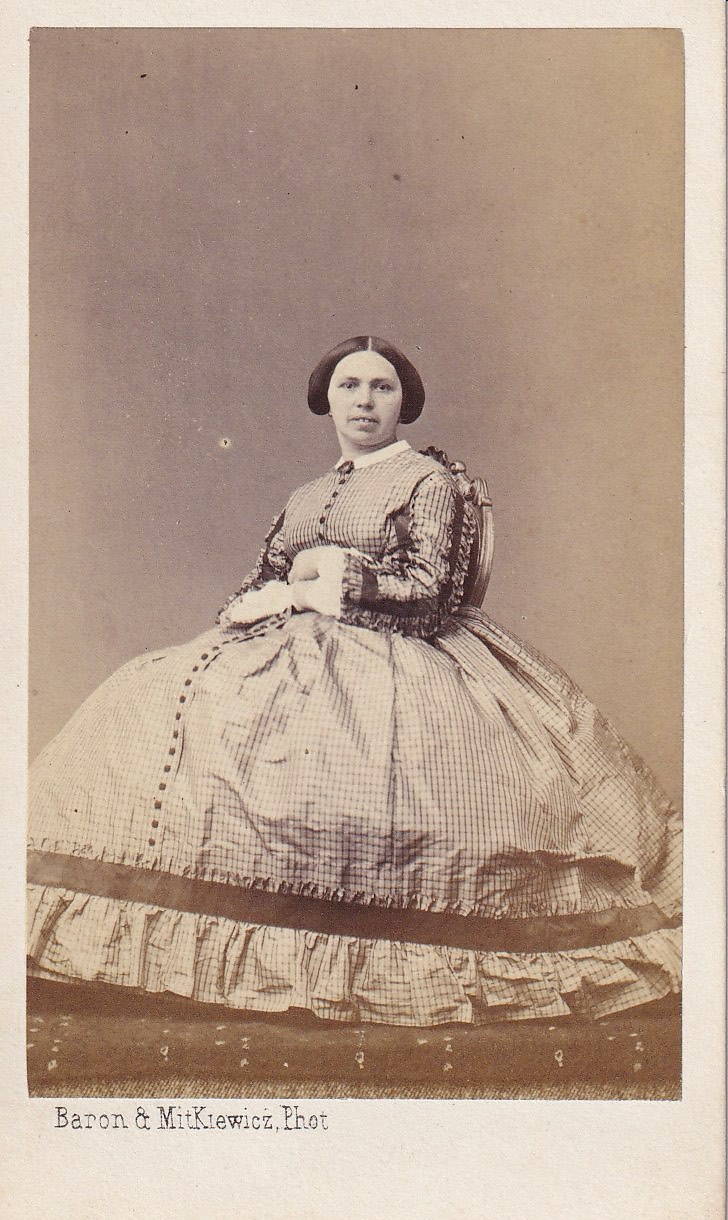
Son épouse Antoinette Coniart (1819-1885).

Ce fut Auguste Van Dievoet qui lança l'idée et qui, à la tête d'un petit groupe d'avocats, fut le créateur en 1842 de la bibliothèque du barreau de Bruxelles. Lors de la séance du 17 mars 1842 de l'Ordre des avocats à la Cour de cassation il proposa d'établir cette bibliothèque dans la salle des délibérations de l'Ordre et en permettre l'accès aux membres du barreau pour enrichir leurs plaidoiries.

## Le botaniste amateur
Lorsque le barreau lui en donnait le loisir, il aimait se consacrer à la botanique, il fut ainsi administrateur de la "Société royale de Flore de Bruxelles" et se passionnait particulièrement pour la culture des Camélias. Lors de la 74e exposition de la Société royale de Flore de Bruxelles ouverte les 20, 21, et 22 mars 1859, le jury félicita M. l'avocat Van Dievoet "pour son remarquable contingent de Camellia; ils sont d'une culture et d'une floraison qui feraient honneur au plus habile horticulteur. Ses Camellia Mistress, Abby Welder, Duchess of Northumberland, Matotiona et Comte Bouturlin, ainsi que plusieurs autres sont admirables." Il reçut pour cette collection de 50 Camellias en fleurs le 1er Prix, la médaille de vermeil de grand module.

## Famille

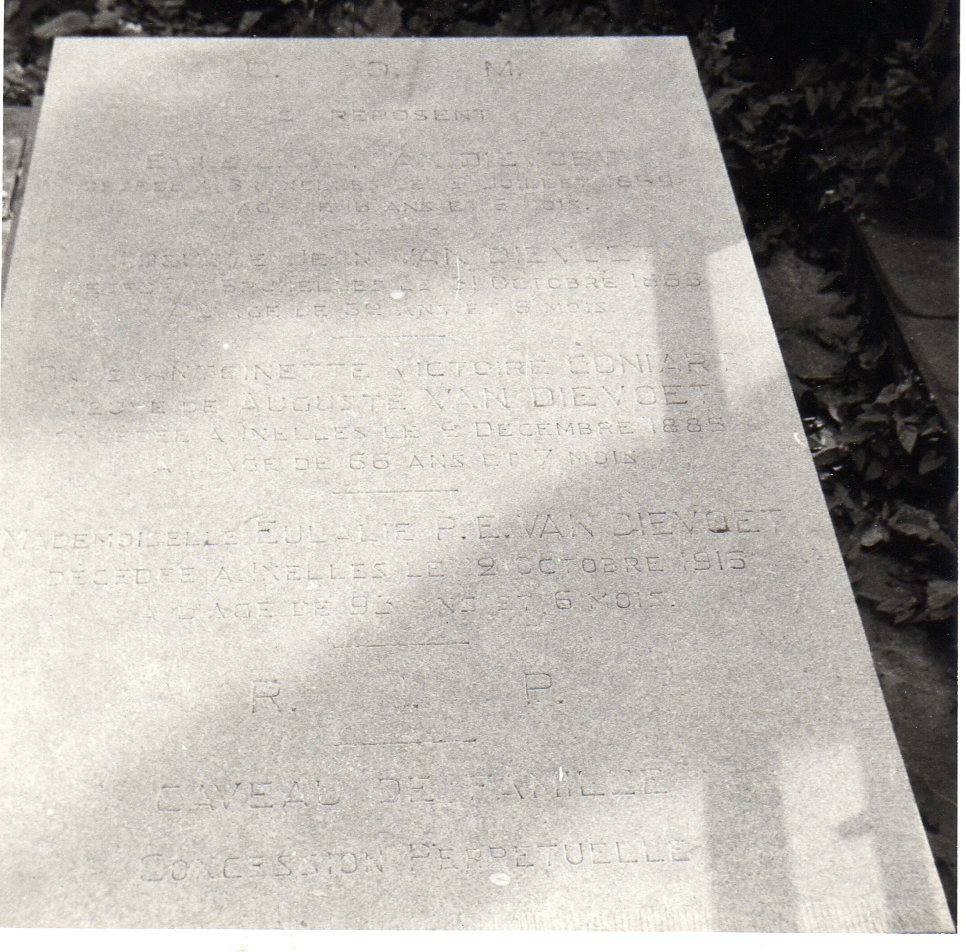
Cimetière de Laeken, tombe d'Auguste Van Dievoet et sa famille.

- Jean Auguste Van Dievoet, jurisconsulte, avocat à la Cour de cassation, né à Bruxelles le 3 mai 1803 (13 floréal an XI)[14], rue Jean-Jacques Rousseau[15], 8 ème section, n° 805, et décédé à Bruxelles[16] en son domicile rue du Marais, n° 59 4e Dm., le 31 octobre 1865, épousa à Tournai le 26 août 1839, Antoinette Victoire Coniart, née à Tournai le 5 mai 1819, décédée à Ixelles le 2 décembre 1885, fille de Antoine Coniart (né à Tournai le 15 août 1782, y décédé le 28 avril 1847) et de Julie Victoire de Blois ; petite-fille de Pierre Guillaume Joseph Coniart et de Pétronille Josèphe Manisfeld ainsi que de Ferdinand Deblois et de Jeanne Marie Victoire Rosier. Il devint avocat à la cour d'appel, puis à la Cour de cassation. Affaibli par la maladie il quitta le barreau de cassation le 19 janvier 1859 en faveur d'Auguste Beernaert, futur prix Nobel de la Paix, qui lui succéda par arrêté royal du 18 avril 1859. Il choisit alors le poste plus tranquille de greffier en chef du tribunal de Commerce de Bruxelles, fonction alors réservée au seul juriste de ce tribunal.
  - Émile Jules Louis Auguste Van Dievoet, né à Bruxelles le 2 février 1841, décédé célibataire à Bruxelles le 19 juillet 1859, le service religieux eut lieu en l’église Notre-Dame du Finistère suivi immédiatement de l’inhumation au cimetière de Laeken.
  - 2) Hélène Van Dievoet, née à Bruxelles le 27 août 1842, décédée à Anvers le 7 septembre 1895, épousa à Bruxelles[17] le 15 mai 1866, Victor Pecher, chevalier de l'ordre de Léopold, négociant, résident à Anvers, consul de Belgique à Rio de Janeiro[18], né à Anvers 14 août 1832, fils de Charles Pecher et de Julie Henriette Gailliez.
  - Jules Van Dievoet (1844-1917), également avocat à la Cour de cassation,  épousa à Bruxelles le 31 janvier 1874, Marguerite Anspach (1852-1934), fille de Jules Anspach l'un des plus éminents bourgmestres de Bruxelles.

## Sa postérité juridique
Auguste Van Dievoet eut comme successeur au barreau de la Cour de cassation :
- Auguste Beernaert, futur prix Nobel de la paix en 1909, nommé avocat à la Cour de cassation par arrêté royal du 18 avril 1859, en remplacement d'Auguste Van Dievoet, exerça sa charge de 1859 à 1912 ;
- Auguste Braun de Ter Meeren (Nivelles, 14 mai 1856 - 7 janvier 1945), nommé avocat à la Cour de cassation par arrêté royal du 16 janvier 1913, en remplacement d'Auguste Beernaert, exerça sa charge de 1913 à 1945.